# Grand Prix-seizoen 1949
Het Grand Prix-seizoen 1949 was het vierde Grand Prix-jaar na de oorlog en het laatste voor het begin van de Formule 1. Het seizoen begon op 29 januari en eindigde op 18 december na vijf "Grandes Épreuves" en 26 andere races.

## Kalender

### Grandes Épreuves
| Ronde | Datum        | Grand Prix       | Circuit           | Winnaar              | Constructeur       | Verslag |
| ----- | ------------ | ---------------- | ----------------- | -------------------- | ------------------ | ------- |
| 1     | 15 mei       | Groot-Brittannië | Silverstone       | Toulo de Graffenried | Maserati           | Verslag |
| 2     | 19 juni      | België           | Spa-Francorchamps | Louis Rosier         | Talbot-Lago-Talbot | Verslag |
| 3     | 3 juli       | Zwitserland      | Bremgarten        | Alberto Ascari       | Ferrari            | Verslag |
| 4     | 17 juli      | Frankrijk        | Reims-Gueux       | Louis Chiron         | Talbot-Lago-Talbot | Verslag |
| 5     | 11 september | Italië/Europa    | Monza             | Alberto Ascari       | Ferrari            | Verslag |

### Andere races
| Datum        | Land             | Racenaam                                                             | Circuit              | Winnaar              | Constructeur       | Verslag |
| ------------ | ---------------- | -------------------------------------------------------------------- | -------------------- | -------------------- | ------------------ | ------- |
| 29 januari   | Argentinië       | Gran Premio del General Juan Perón y de la Ciudad de Buenos Aires    | Palermo              | Alberto Ascari       | Maserati           | Verslag |
| 6 februari   | Argentinië       | III Gran Premio Eva Duarte de Perón                                  | Palermo              | Óscar Alfredo Gálvez | Alfa Romeo         | Verslag |
| 13 februari  | Argentinië       | Copa Acción de San Lorenzo                                           | Parque Independencia | Giuseppe Farina      | Ferrari            | Verslag |
| 27 februari  | Argentinië       | General San Martín Grand Prix                                        | El Torreón           | Juan Manuel Fangio   | Maserati           | Verslag |
| 20 maart     | Argentinië       | Semana de Bell Ville                                                 | Bell Ville           | Óscar Alfredo Gálvez | Alfa Romeo         | Verslag |
| 20 maart     | Brazilië         | Grand Prix van Interlagos                                            | Interlagos           | Luigi Villoresi      | Maserati           | Verslag |
| 27 maart     | Brazilië         | X Grande Prêmio Cidade do Rio de Janeiro                             | Gávea                | Luigi Villoresi      | Maserati           | Verslag |
| 3 april      | Italië           | IV San Remo Grand Prix                                               | Ospedaletti          | Juan Manuel Fangio   | Maserati           | Verslag |
| 18 april     | Frankrijk        | X Grand Prix de Pau                                                  | Pau                  | Juan Manuel Fangio   | Maserati           | Verslag |
| 18 april     | Groot-Brittannië | I Richmond Grand Prix                                                | Goodwood             | Reg Parnell          | Maserati           | Verslag |
| 24 april     | Frankrijk        | III Grand Prix de Paris                                              | Linas-Montlhéry      | Philippe Étancelin   | Talbot-Lago-Talbot | Verslag |
| 28 april     | Jersey           | III JCC Jersey Road Race                                             | Saint Helier         | Bob Gerard           | ERA                | Verslag |
| 8 mei        | Frankrijk        | IV Grand Prix de Roussillon                                          | Perpignan            | Juan Manuel Fangio   | Maserati           | Verslag |
| 14 mei       | Frankrijk        | Grand Prix de Marseille                                              | Prado                | Juan Manuel Fangio   | Maserati           | Verslag |
| 26 mei       | Man              | XI British Empire Trophy                                             | Douglas              | Bob Gerard           | ERA                | Verslag |
| 5 juni       | België           | XVIII Grand Prix des Frontières                                      | Chimay               | Guy Mairesse         | Talbot-Lago-Talbot | Verslag |
| 10 juli      | Frankrijk        | XI Grand Prix de l'Albigeois                                         | Albi                 | Juan Manuel Fangio   | Maserati           | Verslag |
| 31 juli      | Nederland        | II Grote Prijs van Zandvoort                                         | Zandvoort            | Luigi Villoresi      | Ferrari            | Verslag |
| 7 augustus   | Frankrijk        | XXXVI Grand Prix de l'Automobile Club de France                      | Saint-Gaudens        | Charles Pozzi        | Delahaye           | Verslag |
| 20 augustus  | Groot-Brittannië | I BRDC International Trophy                                          | Silverstone          | Alberto Ascari       | Ferrari            | Verslag |
| 27 augustus  | Zwitserland      | Lausanne Grand Prix                                                  | Lausanne             | Giuseppe Farina      | Maserati           | Verslag |
| 17 september | Groot-Brittannië | I Goodwood Trophy                                                    | Goodwood             | Reg Parnell          | Maserati           | Verslag |
| 18 september | Australië        | Grand Prix van Australië                                             | Leyburn              | John Crouch          | Delahaye           | Verslag |
| 25 september | Tsjechoslowakije | I Velka cena Ceskoslovenska                                          | Brno                 | Peter Whitehead      | Ferrari            | Verslag |
| 9 oktober    | Frankrijk        | V Grand Prix du Salon                                                | Linas-Montlhéry      | Raymond Sommer       | Talbot-Lago-Talbot | Verslag |
| 18 december  | Argentinië       | IV Gran Premio del General Juan Perón y de la Ciudad de Buenos Aires | Palermo              | Alberto Ascari       | Ferrari            | Verslag |

1894 · 1895 · 1896 · 1897 · 1898 · 1899 · 1900 · 1901 · 1902 · 1903 · 1904 · 1905 · 1906 · 1907 · 1908 · 1909 · 1910 · 1911 · 1912 · 1913 · 1914 · 1915 · 1916 · Eerste Wereldoorlog · 1919 · 1920 · 1921 · 1922 · 1923 · 1924 · 1925 · 1926 · 1927 · 1928 · 1929 · 1930 · 1931 · 1932 · 1933 · 1934 · 1935 · 1936 · 1937 · 1938 · 1939 · 1940-1945 (Tweede Wereldoorlog) · 1946 · 1947 · 1948 · 1949 
 Lijst van Grand Prix-wedstrijden voor 1950